# Power-to-X

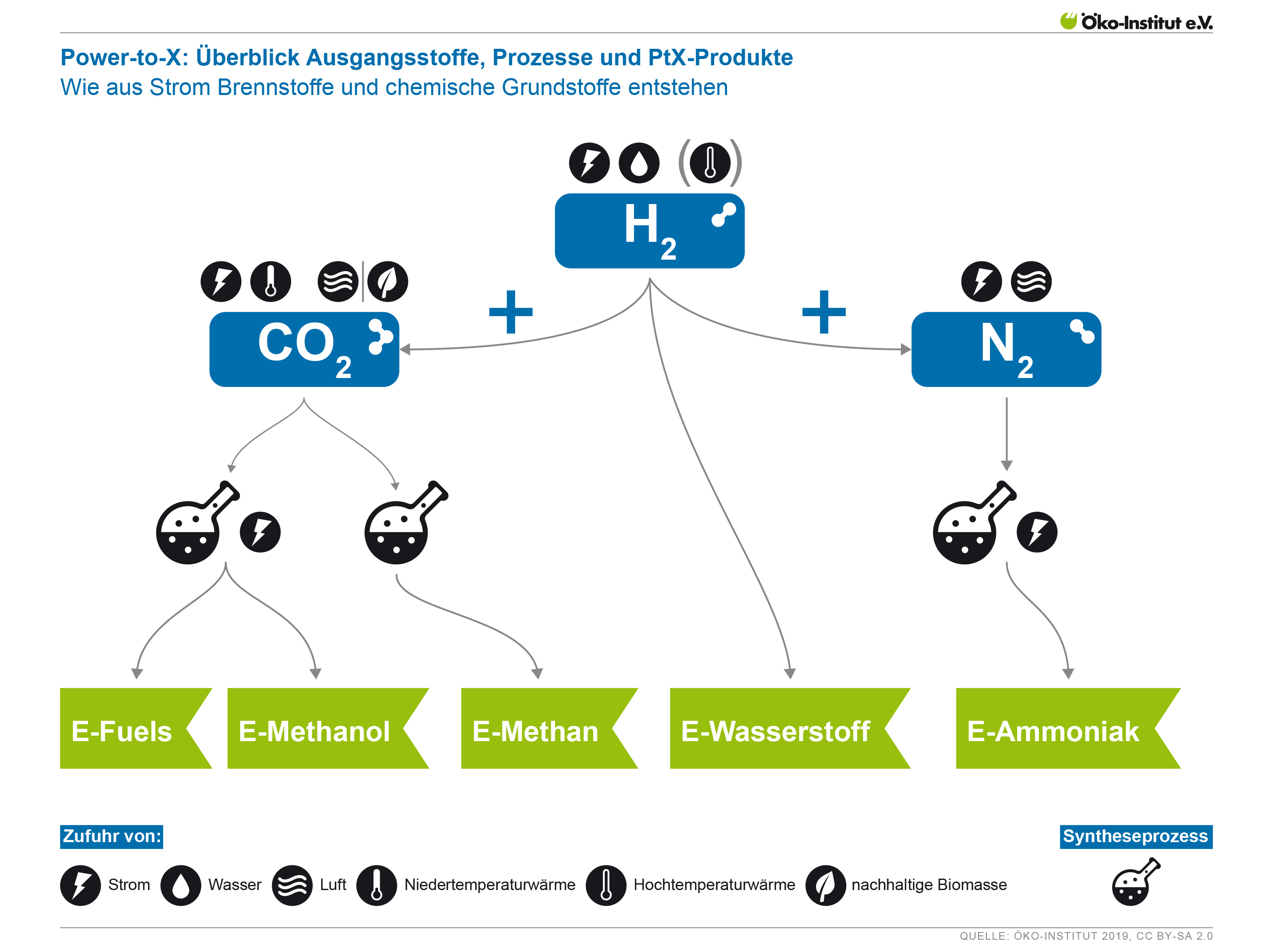
Überblick über verschiedene Ausgangsstoffe, Prozesse und Produkte von PtX-Anwendungen. Power-to-Heat nicht abgebildet

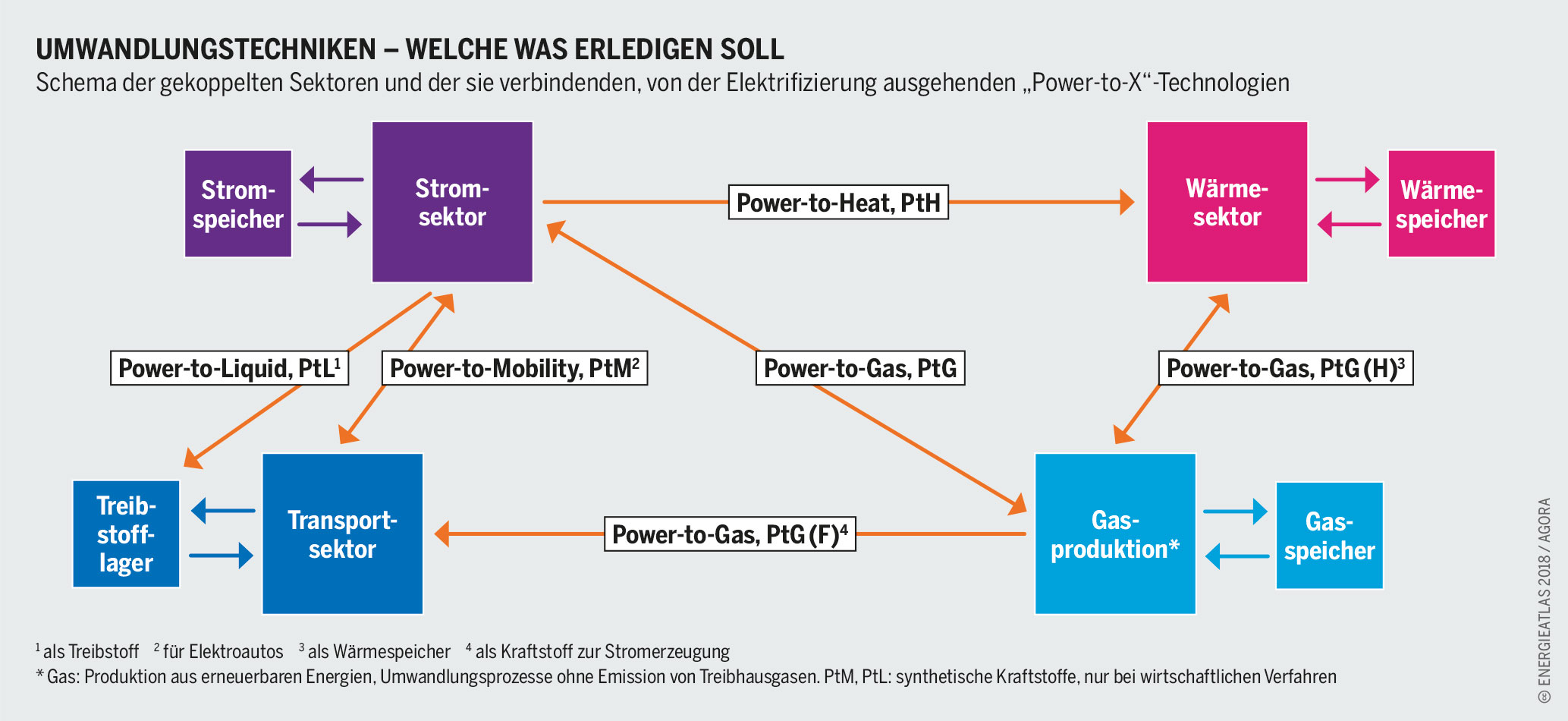

Power-to-X bezeichnet verschiedene Technologien zur Speicherung bzw. anderweitigen Nutzung von Stromüberschüssen in Zeiten eines Überangebotes variabler erneuerbarer Energien wie Solarenergie, Windenergie und Wasserkraft. Ebenfalls üblich sind die Bezeichnungen P2X, wobei P die über dem Bedarf liegenden temporären Überschüsse bezeichnet und das X die Energieform oder den Verwendungszweck, in den die elektrische Energie gewandelt wird. Analog dazu findet auch die Abkürzung PtX Verwendung.
Die verschiedenen Power-to-X-Technologien sind essentiell für die Sektorenkopplung und werden als zentraler Baustein eines vollständig erneuerbaren Energiesystems betrachtet.

## Zweck
Power-to-X stellt als bedeutende Flexibilitäts- und Sektorkopplungstechnologie einen zentralen Baustein von 100 % erneuerbaren Energiesystemen dar. Unter anderem ermöglicht Power-To-X die Herstellung verschiedener chemischer Energieträger für die Langfristspeicherung, den Flug- und Schiffsverkehr, sowie von Chemikalien für die chemische Industrie und ermöglicht es damit unter anderem, den Einsatz von fossilen Energieträgern zu reduzieren und gleichzeitig den Einsatz von Bioenergie und weiteren pflanzlichen Rohstoffen gering zu halten.
Die Technologien dienen insbesondere zur stärkeren Vernetzung von Strom-, Wärme- und Mobilitätssektor mittels Sektorenkopplung. In Zeiten, in denen nicht genügend erneuerbare Energien zur Verfügung stehen, kann bei manchen dieser Technologien eine Rückumwandlung in Elektrizität erfolgen. Bei anderen wie z. B. Power-to-heat steht hingegen der Ersatz fossiler Brennstoffe an anderer Stelle im Vordergrund, sodass die Emissionsminderung hier indirekt, z. B. über den Wärmesektor, erfolgt.
Für die Umstellung des gesamten Energieversorgungssystems auf 100 Prozent erneuerbare Energien im Rahmen der aus Klimaschutzgründen notwendigen Dekarbonisierung sind wegen der Fluktuation bestimmter erneuerbarer Energien und zur Versorgung des Wärme- und Mobilitätssektors Power-to-X-Technologien erforderlich. Grund hierfür ist, dass ein hoher Anteil erneuerbarer Energien zu Zeiträumen führt, in denen die Einspeisung den Bedarf übersteigt, während bei schwacher Wind- und Solarstromproduktion Energiespeicher einspringen müssen, um die Nachfrage zu decken.

## Energieeffizienz und Priorisierung im Energiesystem

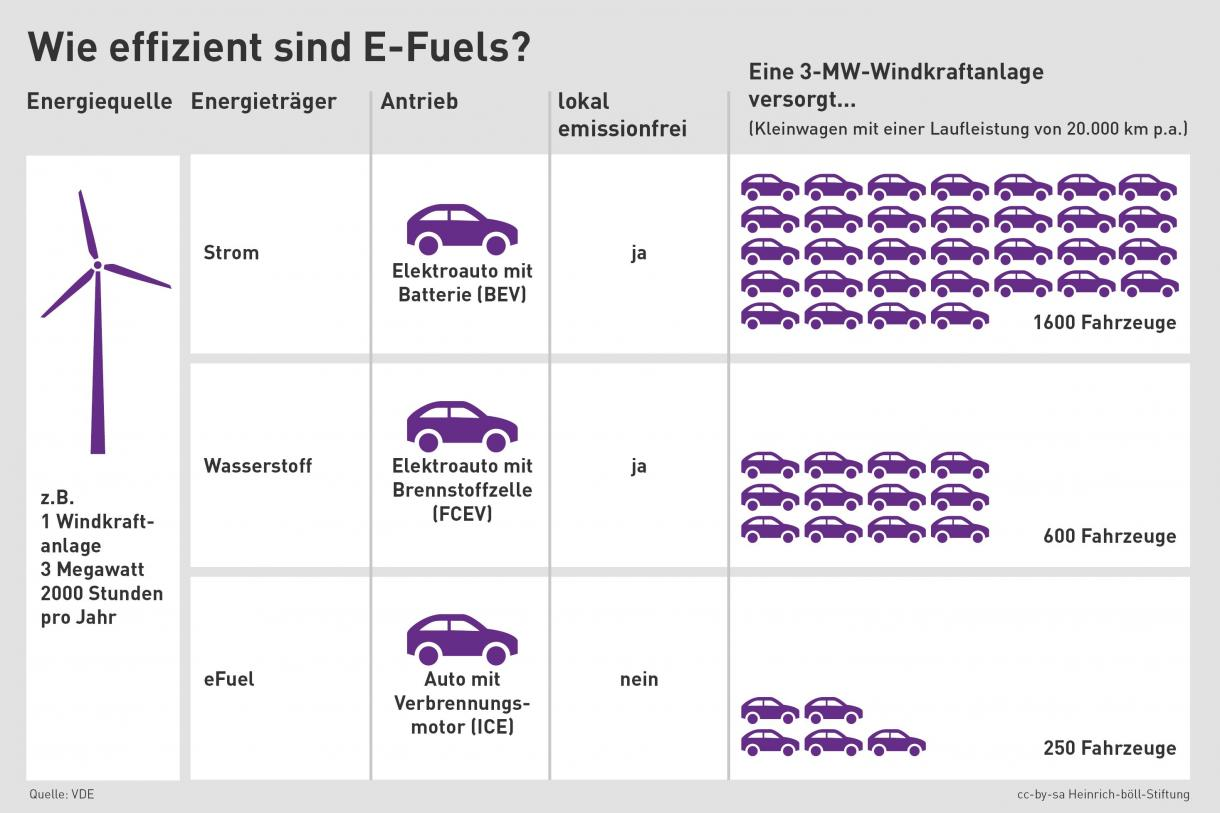
Autoantriebe im Vergleich

Abhängig davon, wie die konkreten Wandlungsketten aussehen, können teils sehr hohe Wandlungsverluste anfallen, beispielsweise bei der Herstellung von Wasserstoff oder E-Fuels aus elektrischer Energie. Daher wird in der Fachliteratur bei Sektorenkopplung und Power-to-X eine klare Priorisierung verschiedener Einsatzzwecke gemäß Wandlungseffizienz für wichtig gehalten. Demnach sollte überall dort, wo dies möglich ist, elektrischer Strom direkt genutzt werden, beispielsweise mit Wärmepumpen und Elektroautos. Erst dort, wo eine Elektrifizierung nicht möglich ist, oder dann, wenn nicht genügend elektrische Energie aus erneuerbaren Quellen zur Verfügung steht, sollten chemische Power-to-X Energieträger verwendet werden. Power-zu-X-Technologien wie z. B. Wasserstoff, E-Fuels oder andere Power-to-X Energieträger sollten hingegen nur dort eingesetzt werden, wo es keine andere Möglichkeit gibt. Insgesamt gilt, dass die Nutzung zukünftiger Ökostromüberschüsse zum Betrieb von Wärmepumpenheizungen, vor allen Power-to-X-Konzepten, vor der Nutzung zum Betrieb von Elektrofahrzeugen und der direkten Stromspeicherung, den größten Nutzen in Bezug auf eine Treibhausgasreduktion und Einsparung fossiler Energieträger hat.

## Einteilung
Power-to-X-Technologien lassen sich sowohl nach entstehenden Energieformen als auch nach Verwendungszweck einteilen; dabei sind Überschneidungen möglich:

### Nach Energieform
- Power-to-Gas (PtG)
- Power-to-Heat (PtH)
- Power-to-Liquid (PtL)
- Power-to-Solid (PtS)

### Nach Verwendungszweck
- Power-to-Ammonia
- Power-to-Chemicals[8]
- Power-to-Fuel[7]
- Power-to-Protein[9]
- Power-to-Syngas[2]

## Beispiele
- PtX Lab Lausitz